# هنری هیل
هنری هیل جونیور (به انگلیسی: Henry Hill Jr) (۱۱ ژوئن ۱۹۴۳–۱۲ ژوئن ۲۰۱۲) یک گانگستر آمریکایی بود که از سال ۱۹۵۵ تا سال ۱۹۸۰ با خانواده جنایتکار لوچس در شهر نیویورک در ارتباط بود، زمانی که به اتهام مواد مخدر دستگیر شد، یک خبرچین اداره تحقیقات فدرال شد. هیل علیه یاران سابق مافیایی خود شهادت داد که منجر به پنجاه محکومیت شد. او متعاقباً وارد برنامه حفاظت از شاهد شد، اما در اوایل دهه ۱۹۹۰ از برنامه حذف شد.
داستان زندگی هیل در کتاب جنایت واقعی (مرد عاقل: زندگی در خانواده مافیایی) اثر نیکولاس پیلگی ثبت شده‌است که متعاقباً توسط مارتین اسکورسیزی در فیلم تحسین شده رفقای خوب در سال ۱۹۹۰ اقتباس شد که در آن هیل توسط ری لیوتا به تصویر کشیده شد.

## اوایل زندگی
هنری هیل جونیور در ۱۱ ژوئن ۱۹۴۳ در منهتن شهر نیویورک در خانواده هنری هیل پدر، یک برقکار ایرلندی-آمریکایی و کارملا کاستا، یک مهاجر ایتالیایی متولد شد. هیل در کتاب مرد عاقل ادعا کرد که پدرش پس از مرگ پدربزرگ هیل در سن دوازده سالگی از ایرلند به ایالات متحده مهاجرت کرد. خانواده طبقه کارگر، متشکل از هنری و هفت خواهر و برادر دیگرش، در براونزویل، محله طبقه کارگر بروکلین، بزرگ شدند.

## اواخر زندگی
در سال‌های پایانی زندگی، پس از اولین طلاق، با کلی الور و سپس با لیزا کازرتا ازدواج کرد. آنها در توپنگا، نزدیک ملیبو، کالیفرنیا زندگی می‌کردند. هر دو در چندین مستند ظاهر شدند و در برنامه‌های رسانه‌ای مختلف از جمله نمایش هاوارد استرن ظاهر شدند. هیل در این مدت صاحب فرزند سوم شد.

## مرگ
هیل پس از مدت‌ها مبارزه با بیماری، یک روز پس از تولد ۶۹ سالگی، در ۱۲ ژوئن ۲۰۱۲ بر اثر عوارض ناشی از بیماری قلبی در بیمارستانی در لس آنجلس درگذشت. دوست دخترش در شش سال آخر عمرش، لیزا کازرتا، گفت: «او مدت زیادی بیمار بود… قلبش از پا درآمد.» او گفت که هیل اخیراً قبل از مرگش دچار حمله قلبی شده بود و پس از سابقه طولانی مشکلات قلبی مرتبط با سیگار کشیدن، بر اثر عوارضی درگذشت. خانواده هیل هنگام مرگ او حضور داشتند. هیل یک روز پس از مرگش سوزانده شد.